# رودولفو كليمنت ماركو توريس
رودولفو كليمنت ماركو توريس (بالإسبانية: Rodolfo Clemente Marco Torres)‏ هو عسكري وسياسي فنزويلي، ولد في 10 سبتمبر 1966 في ولاية أراغوا في فنزويلا. حزبياً، نشط في الحزب الاشتراكي الموحد الفنزويلي.